# Mury miejskie w Żorach
Mury miejskie w Żorach – ciąg murów miejskich otaczający niegdyś miasto Żory, fragment dawnych fortyfikacji, obecnie zachowane fragmentarycznie przy ul. Ogrodowej i ul. Męczenników Oświęcimskich.
Mury miejskie Żor są jednymi z najstarszych na terenie Śląska.
Fragmenty miejskich murów obronnych wzdłuż ul. ulic Ogrodowej i Męczenników Oświęcimskich zostały wpisane do rejestru zabytków pod numerem 574/66 decyzją z dnia 16 lutego 1966 roku.

## Historia
Żory otrzymały prawa miejskie w lutym 1272 roku od księcia Władysława. Prawdopodobnie od razu, już w XIII wieku, rozpoczęto wznoszenie murów obronnych. Badania prowadzone w latach 1968–1972 potwierdziły datowanie murów na okres od ostatniej ćwierci XIII wieku do połowy XIV wieku. Prawdopodobnie były ukończone przed 1345 rokiem.
Od końca XIII wieku mury pełniły skutecznie swoją funkcję – obroniły miasto przed wojskami Kazimierza Wielkiego w 1345 roku. Przetrwały również oblężenie w czasie wojen husyckich (1443) oraz w czasie walk o koronę czeską (1473).
W wieku XVI następuje intensywny rozwój przedmieść. Mury utrzymywano w dobrym stanie technicznym jeszcze do XVII wieku, kiedy to miasto po raz ostatni je wyremontowało mając na względzie funkcje obronne. Pożary, które zniszczyły miasto w 1789 i 1807 roku przyczyniły się do niszczenia murów. Cegłę z rozbiórki ich fragmentów wykorzystywano przy odbudowie spalonych domów. W 1824 roku władze zakazały rozbiórki murów, co pozwoliło uratować ok. 40% budowli.

## Opis

### Mury i fosa
Średniowieczny układ urbanistyczny Żor oparty jest na owalnicy, z rynkiem pośrodku i prostokątnym układem ulic (dostosowanym do układu zabudowy wcześniejszej osady). Cały układ owalnicy był otoczony murami obronnymi z fosą. Naturalne otoczenie miasta (bagna, rozlewiska) spowodowało, że nie było konieczności stawiania przedmurza. Mury ceglane stopniowo zastępowały ziemno-drewniane obwałowania. W murach znajdowały się dwie bramy zwane „Krakowską” i „Cieszyńską” lub „Raciborską”.
Odcinek muru po stronie północnej miasta jest starszy, wykonany w technice opus emplectum z cegły „palcówki”. Część południowa obwarowań powstała w połowie XIV wieku. Jest to pełny mur ceglany na kamiennym fundamencie. Fosa miała szerokość ok. 20 m i głębokość ok. 5 m.
Mur budowano kilkadziesiąt lat fragmentami długości ok. 45 m. i wysokości ok. 1 m. W południowej części jest czytelne unikatowe połączenie fragmentów budowanych z dwóch stron.

### Brama Cieszyńska (Górna, Raciborska)
Pozostałości Bramy Cieszyńskiej odkryto podczas prac w 1972 roku przy ul. Górne Przedmieście. Długość odkrytego fragmentu fundamentów wynosiła ok. 10 metrów. W 1587 brama została zniszczona przez pożar.

### Brama Krakowska (Dolna)

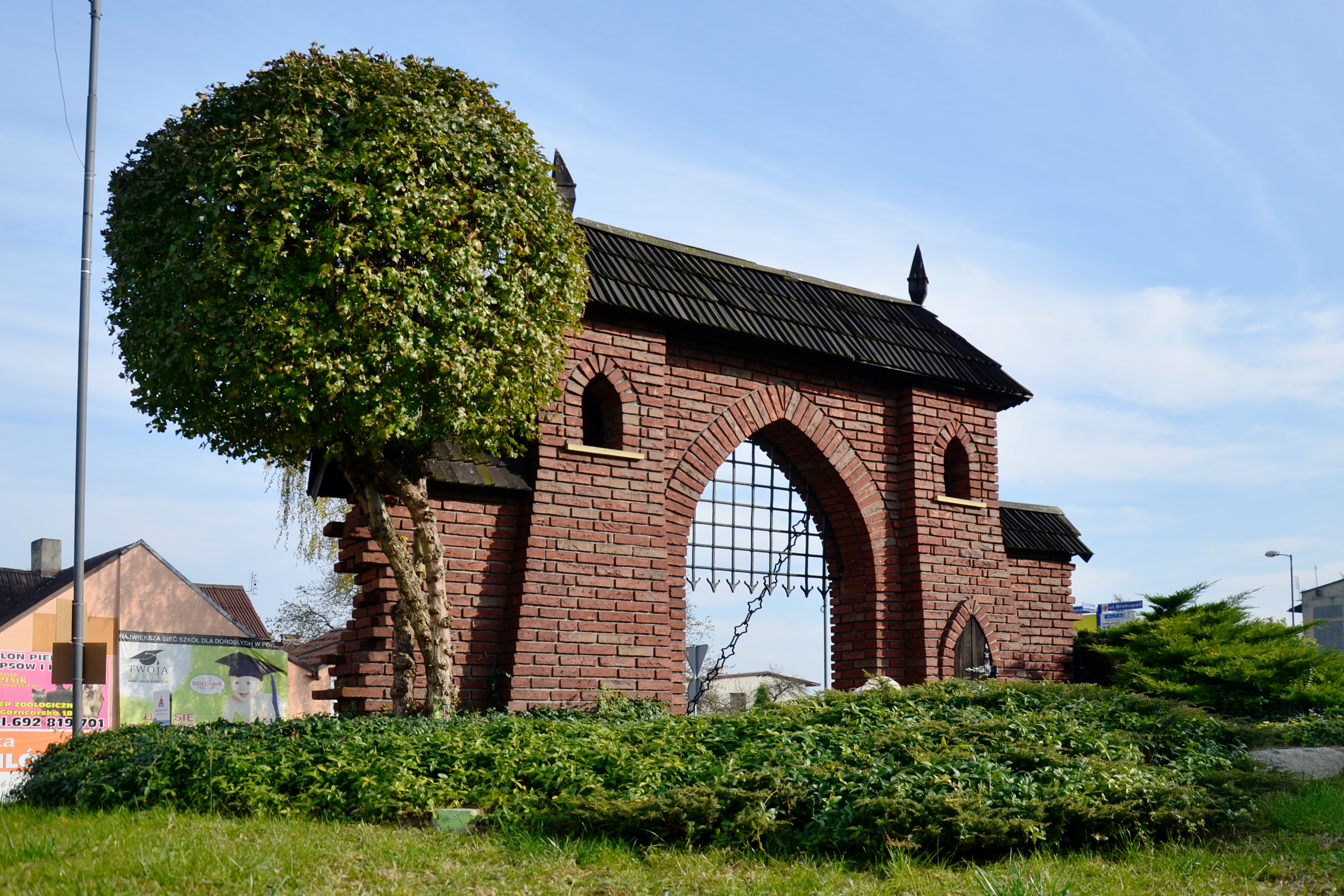
Rondo Dolne Przedmieście w Żorach

Fundamenty Bramy Krakowskiej znaleziono przypadkowo, w trakcie wyburzania budynku przy ul. Szerokiej. Brama spłonęła w 1510 lub w 1522 roku.
W 730-lecie miasta na rondzie Dolne Przedmieście postawiono rzeźbę według projektu Stanisława Szwarca upamiętniającą Bramę Krakowską. Jest to obiekt „wprowadzający” na teren Starego Miasta, jego forma jest wynikiem „wyobrażeń i wiedzy autora”. Niewielka „brama” wykonana jest z cegły, posiada daszek kryty gontem, a na jej boku jest umieszczony herb miasta oraz po drugiej stronie napis „Sari – 1272 – Żory”.